# Merișor (plantă)
Merișorul (Vaccinium vitis-idaea - L.) este o plantă medicinală din familia Ericaceae.
Denumire populară: merișor de munte; afin, afin roșu, bujor, cimișir, coacăz, coacăz de munte, poranici, smirdar,
saschiu, brebenoc,
cununiță, pervincă.

## Descriere
Merișorul este un arbust tufos, înalt de 10–40 cm. Tulpina este cilindrică și ramificiată. Frunzele sunt alterne, eliptice, pieloase, cu marginile răsfrânte și puncte negre pe spate. Florile sunt campanulate, de culoare alb-roz, în raceme terminale cu două-șase flori.

## Răspândire
Crește la altitudine mare, în pajiști alpine sau luminișuri, mai rar în locurile umbrite (molidișuri). Merișorul crește pe soluri schelete, acide puternic, având cerințe mici față de sol. Rezistă și la uscăciune. În România, merișorul crește în zonele înalte ale Munților Carpați, mai ales cele din Transilvania.

## Utilizare
Fructele acestui arbust se folosesc consumate ca atare sau uscate, confiate, conservate în diferite moduri. Se folosesc de asemenea și frunzele (Folium Vitis idaea). Se taie ramurile care se pun la uscat, apoi se scutură frunzele prin batere.
Substanțe active: arbutină, hidrochinonă, tanin, flavonoizi.
Preparatul din frunze este diuretic energetic, litontriptic  (dizolvă calculii urinari, numiți popular pietre la rinichi), antidiareic, puternic antiseptic al căilor urinare. 
Este recomandat pentru afecțiuni renale (mai ales litiaze), infecții urinare, cistite, la reumatism, gută, diaree. Se administrează sub formă de decocție simplă (5-10 minute cu 1 1/2 lingurițe la cană), 2 căni pe zi, la care se adaugă un vârf de cuțit de bicarbonat de sodiu. Intră în formula unor ceaiuri diuretice.